# Mount Whitecap
Der Mount Whitecap ist ein 3970 m hoher Berg in der Wind River Range im Westen des US-Bundesstaates Wyoming. Der Berg liegt rund vier Kilometer westlich der kontinentalen Wasserscheide am Hauptkamm der Gebirgskette, rund 3,5 Kilometer südwestlich des höchsten Berges in Wyoming, des Gannett Peak. Östlich des Berges erstreckt sich der Mammoth Glacier, der zu den flächenmäßig größten Gletschern der Rocky Mountains zählt. In einem Kar an der Ostflanke des Berges liegt zudem der flächenmäßig deutlich kleinere Baby Glacier. Im Nordwesten des Mount Whitecap liegt der durch den Stone Pillar Pass getrennte Ladd Peak, nach Südosten führt der Grat über Baby Glacier Peak und Split Mountain zu den Twin Peaks. Die Gegend um den Mount Whitecap ist vollständig als Wildnis-Schutzgebiet ausgewiesen – der Berg liegt innerhalb der Grenzen der Bridger Wilderness des Bridger-Teton National Forest, unmittelbar westlich der Fitzpatrick Wilderness des Shoshone National Forest. Benannt und erstbestiegen wurde der Berg im Jahr 1930 durch Kenneth Henderson und Robert Underhill.

## Belege
1. 1 2  Mount Whitecap - Peakbagger.com. Abgerufen am 21. Mai 2024.
2. 1 2  Mount Whitecap : Climbing, Hiking & Mountaineering : SummitPost. Abgerufen am 21. Mai 2024.